# Michael Constantine
Pour les articles homonymes, voir Constantine.
Michael Constantine est un acteur américain d'origine grecque, né le 22 mai 1927 à Reading, Pennsylvanie (États-Unis) et mort dans la même ville le 31 août 2021.

## Filmographie

### Cinéma
- 1959 : La Rafale de la dernière chance (en) (The Last Mile) d'Howard W. Koch : Ed Werner
- 1961 : L'Arnaqueur (The Hustler) : Big John
- 1963 : Island of Love : Andy
- 1964 : Quick Before It Melts : Mikhail Drozhensky
- 1966 : Beau Geste : Rostov
- 1966 : Hawaï (Hawaii), de George Roy Hill : Mason
- 1968 : En pays ennemi (In Enemy Country) : Ladislov
- 1968 : Skidoo (Skidoo) : Leech
- 1969 : Mardi, c’est donc la Belgique (If It's Tuesday, This Must Be Belgium) : Jack Harmon
- 1969 : Justine de George Cukor : Memlik Pasha
- 1969 : Don't Drink the Water : Krojack
- 1969 : Reivers (The Reivers) : Mr. Binford
- 1975 : Peeper : Anglich
- 1976 : Le Voyage des damnés (Voyage of the Damned) : Luis Clasing
- 1979 : The North Avenue Irregulars : Marvin Fogleman, T-Man / Home Plate
- 1981 : Missile X - Geheimauftrag Neutronenbombe
- 1982 : 40 Days of Musa Dagh : Talaat Pasha
- 1985 : Prière pour un tueur (Pray for Death) : Mr. Newman
- 1987 : In the Mood : Mr. Wisecarver
- 1989 : Prancer : Mr. Stewart / Santa
- 1990 : By a Thread
- 1993 : Deadfall : Frank
- 1993 : My Life : Bill
- 1996 : La Jurée (The Juror) : Judge Weitzel
- 1996 : La Peau sur les os (Thinner) : Tadzu Lempke
- 2002 : Mariage à la grecque (My Big Fat Greek Wedding) : Gus Portokalos
- 2016 : Mariage à la grecque 2 (My Big Fat Greek Wedding 2): Gus Portokalos

### Télévision
- 1964 : La Au-delà du réel (The Outer Limits) (série télévisée) : épisode Contrepoids (Counterweight) de Paul Stanley (saison 2, épisode 14) : Joe Dix
- 1964 : La Quatrième Dimension (The Twilight Zone) (série télévisée) : épisode Un matin noir (I Am the Night - Color Me Black) de Abner Biberman (saison 5, épisode 26) : le shérif
- 1965 : Memorandum for a Spy (TV) : Niri
- 1965 : Le Virginien (TV), saison 4 épisode 11 : (The dream of stravos karas) : stravos karas
- 1966 : Papa Schultz (Hogan's Heroes) (TV) : Cpt Gestapo Heinrich (# Saison 1, épisode 20)
- 1966 : Hey, Landlord (en) (série télévisée) : John 'Jack' Ellenhorn (1966-1967)
- 1967 : Ghostbreakers (TV) : Oscar Jensen
- 1968 : Le Virginien (TV) saison 06 épisode 16 : (The Death Wagon (La Fièvre)) : Le militaire officier
- 1969 : Le Virginien (TV) saison 8 épisode 11 (A touch of hands) : John Halstead
- 1970 : Mission impossible (TV) saison 4 épisode 1 (Le code) : Nikor Janos
- 1971 : The Impatient Heart (TV) : Murray Kane
- 1971 : Suddenly Single (TV) : Frankie Ventura
- 1972 : Deadly Harvest (TV) : Stefan Groza
- 1972 : Say Goodbye, Maggie Cole (TV) : Dr Sweeney
- 1973 : The Bait (TV) : Captain Gus Maryk
- 1973 : Les Rues de San Francisco (TV) - Saison 2, épisode 1 (A Wrongful Death) : Al Davies
- 1974 : Requiem pour un pigeon (Big Rose: Double Trouble) (TV) : Gunther
- 1974 : Death Cruise (TV) : Dr Burke
- 1975 : The Secret Night Caller (TV) : Dr Mayhill
- 1975 : La Nuit qui terrifia l'Amérique (The Night That Panicked America) (TV) : Jess Wingate
- 1975 : Conspiracy of Terror (TV) : Jacob Horowitz
- 1976 : Sirota's Court (série télévisée) : Judge Matthew J. Sirota
- 1976 : Electra Woman & Dyna Girl (série télévisée) : Le Sorcier
- 1976 : Twin Detectives (TV) : Ben Sampson
- 1976 : Wanted: The Sundance Woman (TV) : Dave Riley, Shopkeeper aka David Baker
- 1977 : Billy: Portrait of a Street Kid (TV) : Dr Silver
- 1977 : Harold Robbins' 79 Park Avenue (feuilleton TV) : Ben Savitch
- 1978 : Summer of My German Soldier (TV) : Harry Bergen
- 1978 : Le Pirate (en) (The Pirate) (TV) : Yashir
- 1979 : Crisis in Mid-Air (en) (TV) : Frank Piovano
- 1979 : Racines 2 ("Roots: The Next Generations") (feuilleton TV) : Dr Vansina
- 1980 : The Love Tapes (TV) : Frank Yost
- 1981 : Evita Peron (TV) : Jaime Yankelevich
- 1982 : My Palikari (TV)
- 1983 : Amanda's (série télévisée) : Krinsky
- 1984 : Finder of Lost Loves (en) (TV) : Mr. Harding
- 1985 : MacGyver (série télévisée) : Jan Messic (saison 1, épisode 3)
- 1987 : MacGyver (série télévisée) : Sam Leland (saison 2, épisode 18)
- 1988 : Leap of Faith (TV) : Doctor Rudolph
- 1994 : Un dimanche sur deux (Because Mommy Works) (TV) : Elliot
- 2001 : WW3 (TV) : Yuri Zenkovsky